# Friedrich Wilhelm Gubitz
Friedrich Wilhelm Gubitz (magyarosan: Gubitz Frigyes Vilmos) (Lipcse, 1786. február 27. – Berlin, 1870. június 5.) német író, grafikus, színházi kritikus, kiadó.

## Életpályája
Johann Christoph Gubitz fia. 1795-től a wittenbergi gimnáziumba járt, 11 éves korában Berlinbe költözött. Teológiát tanult, de nemsokára a fametszeteket kezdett készíteni. 1805-ben a Porosz Művészeti Akadémián lett tanár. Ungerrel ő élesztette fel Németországban a xilográfiát. 1817-ben alapította meg a Gesellschafter című folyóiratot, melyben Heinrich Heine első versei jelentek meg. Hosszú időn át a Vissosche Zeitung színházi bírálója volt és kiadta a Jahrbuch deutscher Bühnenspiele (1835-1867) című folyóiratot. A Deutscher Volkskalender (1839-69) megalapította népírói hírnevét. Nevezetesebb még az Erlebnisse című munkája, amely korára vonatkozó számos érdekes adattal szolgál (Berlin 1869, 3 köt.).